# Меліасхеві
Меліасхеві (груз. მელიასხევი) — село в Грузії.
За даними перепису населення 2014 року в селі проживає 71 особа.